# Tunas (kommun)
Tunas är en kommun i Brasilien.   Den ligger i delstaten Rio Grande do Sul, i den södra delen av landet, 1 600 km söder om huvudstaden Brasília. Antalet invånare är 4 395.
I omgivningarna runt Tunas växer huvudsakligen savannskog. Runt Tunas är det glesbefolkat, med 15 invånare per kvadratkilometer.